# Ryan Robertson
Pour les articles homonymes, voir Robertson.
A.J. Bramlett, né le 2 octobre 1976 à Lawton en Oklahoma, est un ancien joueur américain de basket-ball. Il évolue au poste d'arrière.

## Palmarès
- Champion des Pays-Bas 2003
- Coupe des Pays-Bas 2002, 2003